# Pando Pandov
Pando Pandov (in bulgaro Пандо Пандов?; Plovdiv, 6 novembre 1946) è un ex cestista bulgaro.

## Carriera
Con la Bulgaria ha disputato i Giochi olimpici di Città del Messico 1968 e quattro edizioni dei Campionati europei (1965, 1967, 1971, 1973).